# Manfred Höberl
Manfred Höberl (ur. 12 maja 1964 w Grazu) – austriacki kulturysta i strongman.
Najlepszy austriacki strongman w historii tego sportu. Mistrz Europy Strongman w latach 1993 i 1994. Wicemistrz Świata Strongman 1994.

## Życiorys
Manfred Höberl po ukończeniu średniej szkoły technicznej w mieście Graz wyjechał do pracy, do Johannesburga w Republice Południowej Afryki, gdzie rozpoczął treningi siłowe. Chciał zostać kulturystą i zdobył kilka amatorskich nagród w RPA. Po kilku latach wrócił do Europy i postanowił zająć się kulturystyką zawodowo, jednak zorientował się, że konkurencja w Europie jest dużo większa niż w RPA. Wówczas zdecydował się zmienić dyscyplinę na tę, w której wyniki zależą całkowicie od wysiłku zawodnika, a nie od oceny sędziów.
Manfred Höberl był posiadaczem gigantycznych bicepsów o obwodzie 65 cm.
Jego bardzo dobrze zapowiadającą się karierę siłacza przerwał w 1995 r. poważny wypadek samochodowy, w wyniku którego spędził dziewięć miesięcy w szpitalu. Po tym wypadku udało mu się powrócić do dawnej formy fizycznej, ale zdecydował zająć się organizacją zawodów siłaczy. Został prezesem Amerykańskiej Federacji Siłaczy (AFSA) i promował sport strongman w USA.
W maju 2002 r., prowadząc motocykl, przeżył kolejny, bardzo groźny wypadek.
Wymiary
- wzrost: 195 cm
- waga: 150 kg
- biceps: 65 cm
- klatka piersiowa: 150 cm

## Osiągnięcia strongman
- 1991
  - 8. miejsce - Mistrzostwa Świata Strongman 1991
- 1992
  - 5. miejsce - Mistrzostwa Europy Strongman 1992
- 1993
  - 1. miejsce - Mistrzostwa Europy Strongman 1993
  - 4. miejsce - Mistrzostwa Świata Strongman 1993
  - 1. miejsce - Mistrzostwa World Muscle Power
- 1994
  - 1. miejsce - Mistrzostwa Europy Strongman 1994
  - 2. miejsce - Mistrzostwa Świata Strongman 1994
  - 1. miejsce - Mistrzostwa World Muscle Power
- 1997
  - 7. miejsce - Drużynowe Mistrzostwa Świata Par Strongman 1997